# Swobody
Swobody (russisch посёлок Свобо́ды, possjolok Swobody) ist eine Siedlung städtischen Typs in der Region Stawropol (Russland) mit 18.042 Einwohnern (Stand 14. Oktober 2010).

## Geographie
Die Siedlung liegt knapp 150 km Luftlinie südöstlich des Regionsverwaltungszentrums Stawropol am rechten Ufer des Flusses Podkumok.
Swobody gehört zum Stadtkreis Pjatigorsk und befindet sich nur gut einen Kilometer südlich des Zentrums der Stadt Pjatigorsk. Es schließt unmittelbar an das Territorium der Stadt an, von der es durch den Podkumok getrennt ist, ebenso an die sich östlich erstreckende, auch zum Stadtkreis gehörende Siedlung Gorjatschewodski.
Der Verwaltung der Siedlung ist das am linken Podkumok-Ufer einige Kilometer flussaufwärts liegende Dorf (selo) Solotuschka unterstellt.

## Geschichte
Bis in das beginnende 20. Jahrhundert wurde das Gebiet der heutigen Siedlung, südlich des Podkumok und westlich der damaligen Staniza Gorjatschewodskaja, unter dem Flurnamen Dubrowka von der Pjatigorsker Försterei verwaltet. Privater Hausbau war dort verboten. Trotzdem entstand ab etwa 1905 illegale Wohnbebauung, die nach gerichtlichen Auseinandersetzungen 1909 legalisiert wurde. Die von den Bewohnern Nachalowka genannte Siedlung erhielt die offizielle Bezeichnung Alexejewski nach dem russischen Zarewitsch und Thronfolger Alexei Nikolajewitsch.
Nach dem Sturz des letzten russischen Zaren Nikolaus II. wurde die Siedlung noch 1917 in Possjolok Swobody – „Siedlung der Freiheit“ – umbenannt. Nachdem auf ihrem Territorium im Rahmen des Wachstums der Stadt Pjatigorsk erste Wohnblocks, später auch als Plattenbauten, errichtet worden waren, erhielt sie 1960 den Status einer Siedlung städtischen Typs.

### Bevölkerungsentwicklung
| Jahr | Einwohner |
| ---- | --------- |
| 1939 | 7.620     |
| 1970 | 12.345    |
| 1979 | 13.281    |
| 1989 | 15.190    |
| 2002 | 17.349    |
| 2010 | 18.042    |

Anmerkung: Volkszählungsdaten

## Verkehr
Östlich an der Siedlung führt die südliche Ausfallstraße vom Pjatigorsker Zentrum zur Fernstraße M29 vorbei. Mit Pjatigorsk, wo sich auch der nächstgelegene Bahnhof befindet, und Gorjatschewodski besteht eine Stadtbusverbindung.